# Sorry Not Sorry
«Sorry Not Sorry» es una canción interpretada por Demi Lovato, lanzada el 11 de julio de 2017 como el primer sencillo de su sexto álbum de estudio, Tell Me You Love Me. Lovato la compuso junto con Sean Douglas, Warren «Oak» Felder, «Downtown» Trevor Brown y Zaire «Koalo» Simmons, mientras que la producción estuvo a cargo de estos últimos tres.

## Antecedentes y grabación
A inicios de 2017, Lovato anunció que se encontraba escribiendo canciones para su sexto álbum de estudio, que eventualmente sería anunciado con el título de Tell Me You Love Me. La artista pidió una sesión con el productor Warren «Oak» Felder luego de escuchar su trabajo en el disco SweetSexySavage de Kehlani de ese año, específicamente en la canción «Distraction». El día de la primera sesión, la cantante se reunió en un estudio con Felder, el compositor Sean Douglas y los productores «Downtown» Trevor Brown y Zaire «Koalo» Simmons. En algún punto, Lovato y Douglas se encontraban dando ideas para escribir una canción que tratara sobre «no pedir disculpas». El concepto le recordó a Felder a una discusión que había tenido con su esposa esa mañana, en la que esta le dijo la frase «disculpa, pero no lo lamento». Felder entonces les sugirió escribir una canción con el título «Sorry Not Sorry», la que terminaron de componer una hora después.
De acuerdo con el folleto de Tell Me You Love Me, Lovato compuso «Sorry Not Sorry» junto con Douglas, Felder, Brown y Simmons, mientras que la producción estuvo a cargo de estos últimos tres. La grabación se llevó a cabo en dos estudios ubicados en Los Ángeles, California: en el Westlake Recording Studios por José Balaguer y Nicole «Coco» Llorens y en SuCasa Recording por Felder y Keith «Daquan» Sorrells. Manny Marroquin mezcló el tema en el Larrabee Studios en North Hollywood, California, con ayuda de Robin Florent y Scott Desmarais. Chris Galland se encargó de la ingeniería de mezcla, mientras que Chris Gehringer y Will Quinnell lo masterizaron en el Sterling Sound Studios de Nueva York. Los cuatro cocompositores colaboraron en los coros. Felder tocó los teclados e hizo los arreglos. Además, programó junto a Brown el sintetizador, mientras que Simmons lo hizo para la batería.

## Publicación
Lovato tuvo algunos conflictos para elegir a «Sorry Not Sorry» como el primer sencillo de Tell Me You Love Me. Stefan Johnson del equipo de producción The Monsters and the Strangerz reveló al periódico Variety que Lovato había grabado en mayo de 2017 una canción llamada «The Middle», escrita por ellos y Sarah Aaron. Dos semanas después de la grabación se enteraron de que Demi estaba en conflicto para elegir entre «Sorry Not Sorry» y «The Middle» como el sencillo líder del disco. Finalmente, Lovato decidió descartar esta última por ser «muy pop», pues quería que el álbum tuviera un sonido más soul y urbano. «The Middle» fue eventualmente grabada por el productor ruso-alemán Zedd y los músicos estadounidenses Maren Morris y Grey.
En una entrevista con Noisey, Lovato reveló que siempre consideró a «Sorry Not Sorry» como la elección más obvia para ser el primer sencillo del álbum porque representaba mejor su sonido actual, pese a que muchos de sus amigos preferían a «Tell Me You Love Me» por ser emocional y vulnerable. Para decidirse, le mostró ambas canciones al rapero Jay-Z, quien opinó que «Sorry Not Sorry» sería una buena opción por ser «alegre» y diferente a sus trabajos anteriores.
El 29 de junio de 2017, Lovato publicó un trío de fotografías en sus cuentas de Instagram y Twitter con el acrónimo «SNS», lo que causó especulación de que estuviera relacionado con un nuevo sencillo. Cinco días después, la cantante confirmó el lanzamiento de la canción a través de un vídeo de Instagram y ofreció un adelanto instrumental. El día siguiente, publicó un clip en su Twitter en el que reveló el título, «Sorry Not Sorry».

## Composición e inspiración
«Sorry Not Sorry» está compuesta en la tonalidad de si menor y se encuentra establecida en un compás común, con un tempo de 144 pulsaciones por minuto. La voz de Lovato posee un registro que se extiende desde la2 hasta la4. Lovato aclaró en diferentes entrevistas que la canción está dedicada a los acosadores escolares que la atacaron de adolescente y no a un exnovio. Durante una cita con el sitio web Entertainment Tonight, la artista añadió: 

El mensaje en esa canción es para los que me odian. Muchos piensan que es sobre una relación, y podría ser para otras personas, pero para mí [lo es]. Nunca había escrito una canción sobre el acoso escolar que experimenté cuando estuve en primaria. Eso me sacó de la escuela pública y empecé a ser educada en casa porque empeoró mucho. Es solo una canción para sentirse bien. Tenía la idea del título "Sorry Not Sorry" y llegué [al estudio] con el concepto y luego escribimos [basados en ese concepto]. Resultó ser más sobre los haters en lugar de un ex, lo cual fue genial, [ya que] creo que lo hace más relacionable para la gente.

## Recepción de los críticos
Hugh McIntyre de Forbes describió a «Sorry Not Sorry» como «una mirada apasionada y fanfarrona en el espejo, donde Lovato toma la oportunidad de alabarse a sí misma, y con todo el derecho», y añadió que la cantante «realmente hace brillar su poderosa voz, que la ha distinguido de otras cantantes pop hasta ahora». Elias Leight de Rolling Stone la describió como una «alegre venganza de un ex cruel» con «efectos rítmicos pesados». Christopher Rosa de Glamour opinó que la canción «lleva el empoderamiento a nuevas alturas». Ella Ceron de Teen Vogue describió a «Sorry Not Sorry» como una posible versión femenina del sencillo de Drake, «Hotline Bling» (2015), y sostuvo que trataba de «vivir tu mejor vida luego de que tu ex comete el peor error al dejarte ir». Lars Bandle de Billboard escribió que estaba «destinada a ser aceptada como un himno de poder femenino». En una crítica menos positiva, Mike Wass de Idolator comentó que la temática de la canción era algo que había «sido hecho varias decenas de veces antes», ya que el concepto es un «cuento algo cansado de vengarse de un ex o hater», y sintió que el estribillo «ofrece más de lo mismo».

## Recepción comercial
En su semana de estreno, «Sorry Not Sorry» ingresó en la posición 90 del ranking ARIA Singles Chart de Australia. Asimismo, ingresó en el puesto 22 del Top 40 Singles Chart de Nueva Zelanda. En el UK Singles Chart del Reino Unido, «Sorry Not Sorry» entró en el puesto 69, mientras que en la lista de Escocia apareció en el número 24. En los Estados Unidos, la canción ingresó en la posición 52 del Billboard Hot 100, ya que vendió 42 000 descargas digitales en sus tres primeros días de disponibilidad. En la siguiente semana, subió al número 23. En noviembre de 2017, «Sorry Not Sorry» alcanzó el sexto puesto, lo que la hizo la canción mejor posicionada de la artista en la lista.

## Vídeo musical
Lovato estrenó el vídeo musical de la canción el 19 de julio de 2017 a través de sus cuentas en Vevo y YouTube. El clip se filmó el 29 de junio de ese año, durante una fiesta que la cantante organizó en su casa y a la que asistieron Wiz Khalifa, Paris Hilton y Jamie Foxx. En julio de 2018, el vídeo fue nominado a un premio MTV Video Music Award.

## Créditos y personal
Lugares
- Grabada en los Westlake Recording Studios y SuCasa Recording Studios (Los Ángeles, California)
- Mezclada en los Larrabee Studios (North Hollywood, California)
- Masterizada en los Sterling Sound Studios (Nueva York)

Personal
- Demi Lovato – composición, voz
- Oak Felder – producción, composición, programación
- Trevor «Downtown» Brown – producción, composición, programación
- Zaire Koalo (William Zaire Simmons) – producción, composición, programación
- Sean Douglas – composición, coros
- Nicole Llorens – asistente de ingeniería de grabación
- Manny Marroquin – mezcla
- José Balaguer – ingeniería de grabación

Fuente: Folleto de Tell Me You Love Me.

## Posicionamiento en listas

### Semanales
| Alemania        | Official German Charts      | 62 |
| Australia       | ARIA Singles Chart          | 8  |
| Austria         | Ö3 Austria Top 40           | 45 |
| Bélgica (Fl)    | Ultratip                    | 2  |
| Bélgica (V)     | Ultratip                    | 1  |
| Canadá          | Canadian Hot 100            | 18 |
| China           | V Chart                     | 2  |
| Croacia         | HRT                         | 73 |
| Dinamarca       | Tracklisten                 | 33 |
| El Salvador     | Monitor Latino              | 18 |
| Escocia         | The Official Charts Company | 12 |
| Eslovaquia      | Singles Digital Top 100     | 20 |
| España          | PROMUSICAE                  | 70 |
| Estados Unidos  | Billboard Hot 100           | 6  |
| Estados Unidos  | Pop Songs                   | 1  |
| Estados Unidos  | Radio Songs                 | 5  |
| Estados Unidos  | Adult Pop Songs             | 18 |
| Estados Unidos  | Rhythmic Songs              | 21 |
| Estados Unidos  | Dance/Mix Show Airplay      | 23 |
| Estados Unidos  | Streaming Songs             | 12 |
| Estados Unidos  | Digital Songs               | 2  |
| Estados Unidos  | On-Demand Songs             | 9  |
| Europa          | Euro Digital Song           | 19 |
| Filipinas       | Philippine Hot 100          | 36 |
| Finlandia       | IFPI Finland                | 28 |
| Francia         | SNEP                        | 86 |
| Grecia          | Greece Digital Songs        | 14 |
| Hungría         | Single Top 40               | 9  |
| Hungría         | Stream Top 100              | 59 |
| Irlanda         | IRMA                        | 8  |
| Israel          | Media Forest TV Airplay     | 3  |
| Italia          | FIMI                        | 58 |
| Letonia         | Latvijas Top 40             | 5  |
| Malasia         | RIM                         | 14 |
| México          | México Airplay              | 36 |
| Noruega         | VG-lista                    | 17 |
| Nueva Zelanda   | NZ Top 40 Singles Chart     | 6  |
| Países Bajos    | Dutch Top 40                | 39 |
| Panamá          | Monitor Latino              | 2  |
| Portugal        | AFP                         | 17 |
| Reino Unido     | UK Singles Chart            | 9  |
| República Checa | Singles Digitál Top 100     | 18 |
| Suecia          | Sweden Singles Chart        | 34 |
| Suiza           | Schweizer Hitparade         | 47 |

### Anuales
| País           | Lista                   | Mejor posición |
| 2017           | 2017                    | 2017           |
| -------------- | ----------------------- | -------------- |
| Australia      | ARIA Singles Chart      | 43             |
| Canadá         | Canadian Hot 100        | 51             |
| El Salvador    | Monitor Latino          | 37             |
| Estados Unidos | Billboard Hot 100       | 47             |
| Estados Unidos | Pop Songs               | 29             |
| Estados Unidos | Radio Songs             | 56             |
| Estados Unidos | Digital Songs           | 38             |
| Estados Unidos | Streaming Songs         | 47             |
| Estados Unidos | On-Demand Songs         | 42             |
| Honduras       | Monitor Latino          | 35             |
| Hungría        | Stream Top 100          | 59             |
| Nueva Zelanda  | NZ Top 40 Singles Chart | 48             |
| Reino Unido    | UK Singles Chart        | 82             |
| 2018           |                         |                |
| Estados Unidos | Billboard Hot 100       | 64             |
| Estados Unidos | Pop Songs               | 48             |
| Estados Unidos | Radio Songs             | 39             |
| Estados Unidos | Digital Songs           | 66             |

### Certificaciones
| País           | Organismo certificador | Certificación | Ventas certificadas | Ref.   |
| -------------- | ---------------------- | ------------- | ------------------- | ------ |
| Alemania       | BVMI                   | Oro           | 200 000             | [ 86 ] |
| Australia      | ARIA                   | 6× Platino    | 420 000             | [ 87 ] |
| Brasil         | Pro-Música Brasil      | Diamante      | 160 000             | [ 88 ] |
| Canadá         | Music Canada           | 3× Platino    | 240 000             | [ 89 ] |
| Corea del Sur  | Gaon Chart             | -             | 45,497              | [ 90 ] |
| Dinamarca      | IFPI — Dinamarca       | Platino       | 90 000              | [ 91 ] |
| Estados Unidos | RIAA                   | 5× Platino    | 5 000 000           | [ 92 ] |
| Italia         | FIMI                   | Platino       | 50 000              | [ 93 ] |
| México         | AMPROFON               | Platino       | 60 000              | [ 94 ] |
| Noruega        | IFPI — Noruega         | 2× Platino    | 120 000             | [ 95 ] |
| Nueva Zelanda  | RMNZ                   | Platino       | 30 000              | [ 96 ] |
| Portugal       | AFP                    | Platino       | 10 000              | [ 97 ] |
| Reino Unido    | BPI                    | Platino       | 600 000             | [ 98 ] |
| Streaming      |                        |               |                     |        |
| Suecia         | GLF                    | Platino       | 8 000               | [ 99 ] |

## Historial de lanzamientos
| País           | Fecha               | Formato          | Discográfica                                                       | Ref.    |
| -------------- | ------------------- | ---------------- | ------------------------------------------------------------------ | ------- |
|                | 11 de julio de 2017 | Descarga digital | Hollywood Records Island Records Safehouse Records Universal Music | [ 9 ]   |
| Estados Unidos | 18 de julio de 2017 | Radio pop        | Hollywood Records Island Records Safehouse Records Universal Music | [ 100 ] |